# Preponska kila
Препонска кила (лат. Hernia inguinalis) је кила (протрузија) садржаја абдоминалне шупљине кроз ингвинални канал. Симптоми, који могу укључивати бол или нелагодност посебно са или након кашљања, вежбања или покрета црева, одсутни су код око трећине пацијената. Симптоми се често погоршавају током дана и побољшавају када се лежи. Може се појавити испупчење које постаје веће при напрезању. Препонске киле се чешће јављају на десној него на левој страни. Главна брига је уклештење, где је снабдевање крвљу дела црева блокирано. Ово обично изазива јак бол и осетљивост области.
Врло је често обољење са ризиком 27% у мушкараца и 3% у жена. Операције киле су најчешћи оперативни захвати осим холецистектомије (cholecystectomia — одстрањивање жучне кесе). Кила настаје у препонском каналу у којем се иначе налази funiculus spermaticus то јест структура која се састоји из мишића, крвних жила и семеновода (vas deferens) и служи као веза тестиса са остатком урогениталног тракта.

## Узроци и фактори ризика
Фактори ризика за развој киле укључују: пушење, хронична опструктивна болест плућа, гојазност, трудноћа, перитонеална дијализа, колагенска васкуларна болест, и претходна отворена апендектомија, међу осталима. Предиспозиција за киле је генетска и оне се чешће јављају у одређеним породицама.
Узрок препонске киле код мушкараца је чињеница да је приликом пролаза тестиса остала слаба тачка што објашњава већу учесталост препонске киле у мушкараца.

## МКБ код
МКБ код је шифра болести према Међународној класификацији болести (МКБ 10)
K40 је код препонске киле
K40.0 је код уклештене препонске киле без гангрене
K40.1 је код уклештене препонске киле са гангреном
K40.9 је код препонске киле без уклештења и гангрене

## Знакови и симптоми
Киле се обично презентују као испупчења у препонском подручју која могу постати истакнутија при кашљању, напрезању или стајању. Испупчење обично нестаје при лежању. Може се развити блага нелагодност током времена. Неспособност "репозиције", или враћања испупчења назад у абдомен обично значи да је кила "уклештена" што захтева хитну хирургију.
Препонска кила се презентира као испупчење или гута у препони чија величина варира зависно од положаја пацијента. Уколико пацијент лежи на леђима кила може бити непримећљива. Стога се пацијент увек прегледа у стојећем положају. У одређеном броју случајева када је килни прстен узак кила се тешко или никако не може потпуно репонирати (вратити садржај у трбух).
Како кила напредује, садржај абдоминалне шупљине, као што су црева, може се спустити у килу и ризиковати да буде стегнут унутар киле, изазивајући опструкцију црева. Значајан бол на месту киле сугерише тежи ток, као што је уклештење (кила се не може репонирати назад у абдомен) и последична исхемија и странгулација (када кила постане лишена снабдевања крвљу).

## Патофизиологија
Код мушкараца, индиректне киле следе исту руту као силазни тестиси, који мигрирају из абдомена у скротум током развоја уринарних и репродуктивних органа. Већа величина њиховог ингвиналног канала, који је преносио тестис и прима структуре сперматичног канала, могла би бити један разлог зашто мушкарци имају 25 пута већу вероватноћу да имају препонску килу од жена.

## Дијагноза
Постоје два типа препонске киле, директна и индиректна, које се дефинишу својим односом према инфериорним епигастричним судовима. Директне препонске киле се јављају медијално од инфериорних епигастричних судова када абдоминални садржај хернира кроз слабо место у фасцији задњег зида ингвиналног канала, који је формиран од трансверзалне фасције. Индиректне препонске киле се јављају када абдоминални садржај протрудира кроз дубоки ингвинални прстен, латерално од инфериорних епигастричних судова; ово може бити узроковано неуспехом ембрионалног затварања processus vaginalis.
| Тип                       | Опис | Однос према инфериорним епигастричним судовима | Покривена унутрашњом сперматичном фасцијом? | Уобичајен почетак      |
| ------------------------- | --- | ---------------------------------------------- | ------------------------------------------- | ---------------------- |
| Директна препонска кила   | Улази кроз слабо место у фасцији абдоминалног зида (Хеселбахов троугао)                                                                         | Медијално                                      | Не                                          | Одрасли                |
| Индиректна препонска кила | Протрудира кроз ингвинални прстен и коначно је резултат неуспеха processus vaginalis да се затвори након пролаза тестиса током ембрионалне фазе | Латерално                                      | Да                                          | Конгенитално / Одрасли |

### Директна препонска кила
Директна препонска кила улази кроз слабо место у фасцији абдоминалног зида, и њена кеса се налази медијално од инфериорних епигастричних судова. Директне препонске киле могу се јавити код мушкараца или жена, али мушкарци имају десет пута већу вероватноћу да добију директну препонску килу.
Директна препонска кила се налази медијално (према унутра) од наведених крвних судова. Стога се она налази непосредно испод спољашњег препонског прстена.
Пошто се абдоминални зидови слабе са годинама, директне киле се јављају код особа средњих година и старијих. Ово је у контрасту са индиректним килама које се могу јавити у било ком узрасту укључујући младе, јер њихова етиологија укључује конгениталну компоненту где је ингвинални канал остављен отворенији.

### Индиректна препонска кила
Индиректна препонска кила настаје као резултат неуспеха ембрионалног затварања дубоког ингвиналног прстена. Код мушкарца може се јавити након што је тестис прошао кроз дубоки ингвинални прстен. То је најчешћи узрок препонске киле.
Индиректна кила настаје када имамо протрузију кроз унутрашњи препонски прстен (anulus inguinalis profundus) који се налази бочно од поменутих крвних судова. Ова кила пролази целом дужином препонског канала. Узрокована је незатварањем ембрионалног затварања processus vaginalis (туболика овојница унутар које се тестис спушта у мошнице).
Код мушког фетуса, перитонеум даје омотач тестису док пролази кроз овај прстен, формирајући привремену везу звану processus vaginalis. У нормалном развоју, процесус се облитерише једном када је тестис потпуно спуштен. Трајни омотач перитонеума који остаје око тестиса се зове tunica vaginalis.

## Симптоми и клинички знаци
Садржај килне кесе може бити танко или дебело црево, трбушна марамица или чак и црвуљак (Appendix vermiformis). Уколико се садржај не може репонирати, а тиме је угрожено снабдевање крвљу уклештених црева, може доћи до гангрене црева. Такође може доћи и до застоја рада црева због спољашње компресије килног прстена и појаве илеуса (запетљај црева). Бол је чест симптом мада није наглашен осим када дође до уклештења. Ово је индикација за хитну операцију која носи већи оперативни ризик од елективне операције (планирана операција са припремом болесника).
Знакови и симптоми препонске киле укључују:
- Отицање у области стидне кости са једне или са обе стране
- Бол или нелагодност у области препона, поготово када се нагињете, кашљете или дижете терет
- Слабост и притисак у препонама
- Бол и отицање око тестиса
- Појаву киле с обе стране пубичне кости
- Отек и бол у пределу тестиса
- Проблеме с мокрењем и столицом

### Медицинско снимање
Лекар може дијагностиковати препонску килу, као и тип, на основу медицинске анамнезе и физичког прегледа. За потврду или у неизвесним случајевима, медицински ултразвук је први избор снимања, јер може и да детектује килу и да процени њене промене са на пример притиском, стајањем и Валсалва маневром.

### Диференцијална дијагноза
Диференцијална дијагноза симптома препонске киле углавном укључује следећа потенцијална стања:
- Феморална кила
- Епидидимитис
- Торзија тестиса
- Липоми
- Ингвинална аденопатија (отицање лимфних чворова)
- Препонски апсцес
- Сафенска вена дилатација, звана Сафена варикс
- Васкуларна анеуризма или псеудоанеуризма
- Хидроцеле
- Варикоцеле
- Криптохидизам (неспуштени тестиси)

## Лечење

### Конзервативно лечење
Тренутно не постоји медицинска препорука о томе како управљати стањем препонске киле код одраслих, због чињенице да се до раних 2010-их препоручивала елективна хирургија. Трус за килу (или појас за килу) је намењен да садржи репонибилну препонску килу унутар абдомена. Не сматра се да пружа излечење, и ако су јастучићи тврди и продиру у отвор киле могу изазвати ожиљке и увећање отвора.
Ношење специјалних појасева може олакшати симптоме киле. Појасеви не могу излечити килу, а примењују се обично код људи који нису кандидати за оперативни третман најчешће због лошег здравственог стања.

### Хируршки третман
Хируршка корекција препонских кила се зове поправка киле. Не препоручује се код минимално симптоматских кила, за које се саветује пажљиво чекање, због ризика од синдрома бола након херниорафије. Хирургија се обично изводи као амбулантна хирургија.
Операција киле подразумева ојачање зидова канала. Раније технике су подразумевале шивење ивица канала. Сада се користе технике са полипропиленском мрежицом која појачава најдубљу фасцију (fascia transversalis) и не стварају додатно затезање трбушног зида. Последица тога је мањи бол и мања шанса рецидива (поновљена кила). Tension free техника означава да нема натезања зидова трбуха.
Операција може бити урађена предњим приступом где је рез на кожи препонске регије или лапароскопски где се приступа преперитонеално и мрежа која је обично већа него код класичне методе се поставља испод перитонеума. Директан контакт мрежице са цревима се избегава због стварања прираслица које могу изазвати запетљај црева и учинити будуће оперативне захвате много тежима уколико буду потребни.
Постоје два типа лапароскопских операција приближно исте вредности. Први тип подразумева улазак у трбушну дупљу и отварање препериотнеалног простора док код другог типа се помоћу балона формира простор у који се убацује мрежица. Преперитонеални приступ може бити урађен лапароскопски или отвореном техником где се рез прави изнад уобичајеног места. Циљ операције је да се постави мрежица у преперитонеални простор. Лапароскопске методе се деле на trans-abdominal pre-peritoneal herniorrhaphy (TAPP) и на total extraperitoneal approach (TEP) метода.
Ове операције захтевају општу анестезију док се класичне операције могу радити у локалној или спиналној анестезији. Тада пацијент може кашљањем повећати притисак у трбушној дупљи и омогућити хирургу да види место где се кила налази.
Хируршка корекција се увек препоручује за препонске киле код деце.

## Постоперативни ток
Постоперативно пацијенти треба да избегавају физичко напрезање докле год траје стварање ожиљка и зарастање ткива. Након пар месеци пацијент може радити све нормалне животне активности. Екстремни физички напори треба да се избегавају.
Запек након поправке киле резултује напрезањем за евакуацију црева изазивајући бол, и страх да се шавови могу покидати. Опиоидна аналгезија чини запек горим. Промовисање лаког покрета црева је важно постоперативно.

## Рецидиви
Рецидив означава повратак неког обољења. Рецидиви препонске киле су ретки ако се угради мрежица.

## Епидемиологија
Директна препонска кила је мање честа (~25–30% препонских кила) и обично се јавља код мушкараца преко 40 година старости.
Мушкарци имају 8 пута већу инциденцу препонске киле од жена.
У 2015. години препонске, феморалне и абдоминалне киле су погодиле око 18,5 милиона људи. Око 27% мушкараца и 3% жена развије препонску килу у неком тренутку свог живота. Препонске киле се најчешће јављају пре узраста од једне године и након узраста од педесет година. Глобално, препонске, феморалне и абдоминалне киле су резултовале са 60.000 смрти у 2015. и 55.000 у 1990. години.

## Посебни типови препонских кила
- Амјандова кила, килна кеса садржи appendix vermiformis.
- Литреова кила, килна кеса садржи Мекелов дивертикулум.